# Brandanschlag von Solingen (2024)
Der Brandanschlag von Solingen in der Nacht auf den 25. März 2024 war ein Mordanschlag in Solingen. Hierbei setzte der Deutsche Daniel S. ein mehrstöckiges Wohnhaus in der Grünewalder Straße im Stadtteil Höhscheid in Brand, wobei vier Angehörige einer bulgarisch‑türkischen Familie ums Leben kamen und 21 weitere Menschen verletzt wurden, zwei davon schwer. Am 30. Juli 2025 verurteilte das Landgericht Wuppertal den Täter wegen vierfachen Mordes zu lebenslanger Freiheitsstrafe. Im Urteil wurde die besondere Schwere der Schuld festgestellt und Sicherungsverwahrung angeordnet. Dem Fall wurde auch wegen einer Kontroverse über mögliche fremdenfeindliche bzw. rechtsextreme Motive des Täters besondere öffentliche Aufmerksamkeit zuteil. Während Hinterbliebene und andere zivilgesellschaftliche Kreise Anzeichen für solche Motive sehen, konnten Ermittlungsbehörden und Justiz keine Anhaltspunkte dafür erkennen.

## Tathergang
Ausweislich des im Laufe des Gerichtsverfahrens abgelegten Geständnisses, das durch die Auswertung von Überwachungsaufnahmen bestätigt werden konnte, hielt der Täter sich am Abend des 24. März 2024 in Solingen auf und fasste dann den Entschluss, ein Feuer in dem Gebäude zu legen. Nach seinen eigenen Schilderungen fuhr er anschließend nach Hause und brachte Benzin und Zünder in einem Rucksack zum späteren Tatort. Dort betrat er gegen 2:30 Uhr am 25. März 2024 durch die offene Eingangstür das Gebäude, verteilte mindestens einen Liter Benzin in dem hölzernen Treppenhaus und zündete dieses an. Anschließend entfernte er sich und beobachtete, wie sich ein Feuer entwickelte, das sich binnen Minuten auf das gesamte Haus ausbreitete. Zwischen 02:45 Uhr und 02:47 Uhr gingen mehrere Notrufe bei der Solinger Feuerwehr ein. Die Einsatzkräfte erreichten um 02:53 Uhr den Tatort. Das Gebäude brannte fast vollständig aus; insbesondere wurde das Treppenhaus völlig zerstört.

## Opfer
Bei dem Brandanschlag kamen vier Menschen zu Tode und 21 Menschen wurden verletzt, zwei davon schwer. Im Dachgeschoss des Gebäudes starben die 28‑jährige K. Zhilova, ihr 29‑jähriger bulgarischer Ehemann K. sowie deren dreijährige Tochter G. und die Neugeborene E., deren Fluchtweg durch das brennende Treppenhaus abgeschnitten war. Zwei Bewohner einer Wohnung im dritten Stock des Gebäudes, A. (22) und N. Kostadinchev (26), überlebten schwerverletzt; sie erlitten multiple Brüche und Verbrennungen, als sie nacheinander aus einem Fenster im dritten Stock des Gebäudes sprangen. N. Kostadinchev rettete dabei seinen sieben Monate alten Sohn, den er in eine Decke gewickelt vor sich hielt und so vor dem Aufschlag schützte.

## Ermittlungen
Die Kriminalhauptstelle des Polizeipräsidium Wuppertal nahm am Morgen des 25. März 2024 die Ermittlungen auf und ging zunächst nicht von einem Brandanschlag aus. Nachdem jedoch Hinweise auf Brandbeschleuniger am Tatort entdeckt worden waren und daraufhin Aufnahmen der Überwachungskameras an dem Gebäude ausgewertet wurden, auf denen der Täter zur Tatzeit mit einem Rucksack mehrfach in der Nähe des Gebäudes zu erkennen war, nahm die Polizei den Täter bereits zwei Wochen nach der Tat vorläufig fest und durchsuchte seine Wohnung. Die Staatsanwaltschaft Wuppertal erklärte Ende März 2024, es gebe „keine Anhaltspunkte“ für ein fremdenfeindliches Motiv, wertete jedoch auf Druck der Nebenklage im Rahmen des späteren Gerichtsverfahrens Festplatten, Cloud-Dateien und die Internethistorie des Täters aus, um Erkenntnisse zu einem derartigen Motiv zu gewinnen. In einem internen Polizeivermerk wurde ebenfalls ein rechtes Motiv genannt; der Vermerk wurde jedoch später handschriftlich abgeändert und war zwischenzeitlich aus den Akten verschwunden. Im Rahmen der Ermittlungen wurden durch die Nebenklage zudem Hinweise aufgedeckt, dass es sich bei einem Brandvorfall im Januar 2022 in demselben Gebäude nicht wie von der Polizei ermittelt um einen Unfall gehandelt habe, sondern um einen weiteren von Daniel S. verübten Brandanschlag; damalige Ermittlungen waren nach kurzer Zeit eingestellt worden. Ein 2025 erstelltes Gutachten stellte auch dort Spuren, die auf Brandstiftung hindeuteten, an mehreren Stellen fest, was die Kritik an den ursprünglichen Ermittlungen verstärkte.

## Täter
Der zum Tatzeitpunkt 40‑jährige Daniel S. war arbeitslos, drogenabhängig und zuvor wegen Betrugsdelikten aufgefallen. Er hatte bis 2023 selbst in dem betroffenen Haus gewohnt und war nach einem Streit mit seiner Vermieterin ausgezogen. Im April 2024, unmittelbar vor seiner Festnahme, verletzte er einen Mann in dessen Wohnung, mutmaßlich aufgrund eines gescheiterten Drogengeschäfts, mittels Reizgas und einer Machete schwer. Bei einer zu diesem Zeitpunkt bereits angeordneten Durchsuchung der Wohnung des Täters wurden Schreckschusswaffen, Macheten, Benzinkanister sowie Brandsätze gefunden.

## Gerichtsverfahren
Der Prozess begann am 21. Januar 2025 vor dem Landgericht Wuppertal, vor dem sich der Täter wegen vierfachen Mordes und achtfachen versuchten Mordes zu verantworten hatte. Darüber hinaus warf die Staatsanwaltschaft dem Täter nunmehr auch Brandstiftung bezüglich des Brandes aus dem Jahr 2022 im selben Gebäude und im Februar 2024 in einem anderen Wohnhaus in Solingen ebenso wie den Angriff mittels einer Machete im April 2024 vor. Die Staatsanwaltschaft forderte zunächst lebenslange Freiheitsstrafe und erhöhte die Forderung zum Ende des Prozesses auf lebenslange Freiheitsstrafe mit anschließender Sicherungsverwahrung. Die Verteidigung plädierte auf lebenslange Freiheitsstrafe. Ein psychiatrischer Gutachter beschrieb Daniel S. als „schizoid-zwanghaft“, attestierte ihm aber volle Schuldfähigkeit. Am 30. Juli 2025 verurteilte das Gericht den Täter zu lebenslanger Haft, stellte die besondere Schwere der Schuld fest und ordnete anschließende Sicherungsverwahrung an. In seinem Schlusswort bat Daniel S. die Angehörigen um Entschuldigung und erkannte an, „unvorstellbares Leid“ verursacht zu haben. Das Gericht sprach den Hinterbliebenen und Verletzten Entschädigungen zwischen 2.000 und 20.000 Euro zu. Ob binnen der dafür vorgesehenen Wochenfrist gemäß § 333 StPO Revision zum Bundesgerichtshof (§ 135 Abs. 1 GVG) eingelegt wurde, oder ob das Urteil rechtskräftig geworden ist, ist (Stand 8. August 2025) nicht öffentlich bekannt.

## Motiv
Über das Motiv, insbesondere über eine rechtsradikale Gesinnung des Täters, besteht auch nach der Entscheidung des LG Wuppertal Uneinigkeit.
Die Verteidigung führte im Gerichtsverfahren psychische Probleme des Angeklagten als zentrales Tatmotiv an, während die Nebenklage eine rechtsradikale Gesinnung des Täters vorbrachte und dafür auf die durch die Speichermedienauswertung aufgedeckten rechtsradikalen Inhalte im Besitz des Täters verwies. Die Auswertungen hatten zur Entdeckung von 166 Dateien mit rechtsextremem Inhalt, Suchanfragen zu nationalsozialistischen Inhalten, der AfD und dem Motto „Ausländer raus“ geführt. An der Garagenwand des Täters befand sich laut Medienberichten ein rassistisches Gedicht. Eine Nachbarin des Täters berichtete von Lagerfeuerrunden, bei denen rassistische Witze erzählt worden seien, eine andere türkischstämmige Zeugin erklärte dagegen, der Täter sei ein „supernetter, hilfsbereiter Mensch“, der sich nie ausländerfeindlich geäußert habe.
Das Landgericht entschied, dass keine rechtsradikale Gesinnung des Angeklagten im Hinblick auf die begangenen Taten vorgelegen habe, sondern die Taten in der Persönlichkeit des Täters begründet seien. Das Gericht folgte damit der Einschätzung eines hinzugezogenen psychiatrischen Sachverständigen und beurteilte die ermittelten Inhalte aus dem rechten Spektrum als nachrangig, da sie im Hinblick auf die Gesamtschau der gesicherten Dateien von untergeordneter Bedeutung seien. Laut der Staatsanwaltschaft Wuppertal lag die Zahl der Treffer mit rechten Inhalten bei der Untersuchung der digitalen Spuren des Täters der vorangegangenen 10 Jahre nur im Promillebereich. Der Gutachter bezeichnete den Täter zwar als hochgefährlich, verneinte aber ein fremdenfeindliches Motiv. Im Wohnhaus der Eltern des Täters aufgefundene nationalsozialistische Literatur sowie Schallplatten mit rechtsextremen Liedern waren dem Täter nach Ansicht des Gerichts nicht eindeutig zuzuordnen.

## Rezeption und Folgen

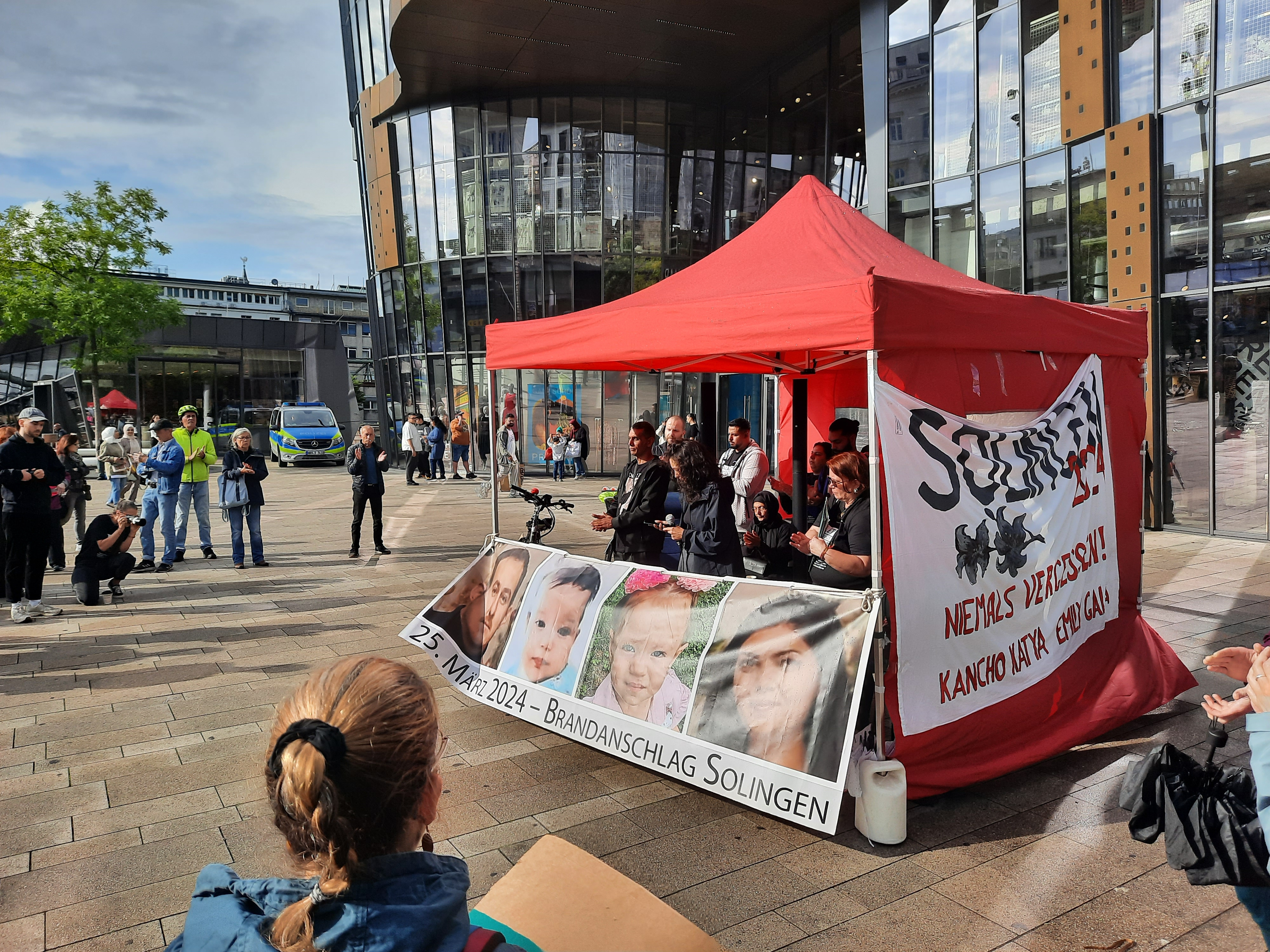
Gedenkkundgebung Solinger Brandanschlag 2024 in Wuppertal, Juli 2025

Überlebende und Hinterbliebene kritisierten, dass der Rechtsstaat sie mit offenen Fragen zurückgelassen habe. Rechtswissenschaftler und Opferberatungsstellen mahnten eine konsequentere Untersuchung möglicher rechter Tatmotive an und verwiesen auf Parallelen zum Brandanschlag von Solingen 1993. Der Experte für Rechtsextremismus Florian Hartleb forderte im März 2025 während des Gerichtsverfahrens, neue Tätertypen mit virtueller Vernetzung und Radikalisierung im Internet stärker in den Blick zu nehmen. Das nordrhein-westfälische Innenministerium räumte im Nachgang zu den Ermittlungen Anfang 2025 Versäumnisse der Polizei Wuppertal bei der Früherkennung politisch motivierter Kriminalität ein.